# Cody Fern
Cody Fern (ur. 7 lipca 1988 w Southern Cross) – australijski aktor, reżyser i scenarzysta.

## Filmografia

### Filmy
| Rok  | Tytuł                       | Rola                   | Dodatkowe informacje                                |
| ---- | --------------------------- | ---------------------- | --------------------------------------------------- |
| 2008 | Hole in the Ground          | Zach                   | film krótkometrażowy                                |
| 2010 | Still Take You Home         | Milk                   | film krótkometrażowy                                |
| 2010 | Drawn Home                  | Steve                  | film krótkometrażowy                                |
| 2014 | The Last Time I Saw Richard | Richard                | film krótkometrażowy                                |
| 2017 | Plemiona Palos Verdes       | Jim Mason              |                                                     |
| 2017 | Pisces                      | Charlie                | film krótkometrażowy; również reżyser i scenarzysta |
| 2018 | La grande noirceur          | podróżujący sprzedawca |                                                     |

### Seriale
| Rok       | Tytuł                   | Rola            | Odcinki | Dodatkowe informacje            |
| --------- | ----------------------- | --------------- | --- | ------------------------------- |
| 2018      | American Crime Story    | David Madson    | 4 odcinki„Dom nad jeziorem” „O nic nie pytaj, nic nie mów” „Upadek” „Wzlot”                                                                                                   | Zabójstwo Versace (sezon drugi) |
| 2018–2019 | American Horror Story   | Michael Langdon | 9 odcinków„Koniec” „Następnego dnia rano” „Zakazany owoc” „Czy to mógł być… Szatan?” „Cudowny chłopiec” „Powrót do domu zbrodni” „Sojourn” „Fire and Reign” „Apocalypse Then” | Apokalipsa (sezon ósmy)         |
| 2018–2019 | American Horror Story   | Xavier Plympton | | 1984 (sezon dziewiąty)          |
| 2018      | House of Cards          | Duncan Shepherd | 6 odcinków„Rozdział 66” „Rozdział 67” „Rozdział 68” „Rozdział 70” „Rozdział 71” „Rozdział 72”                                                                                 |                                 |
| 2021–2022 | American Horror Stories | Stan Vogel      | Zwierzęca brutalność | sezon pierwszy                  |
| 2021–2022 | American Horror Stories | Thomas Browne   | Mleczarki | sezon drugi                     |